# Prepona agyria
Prepona agyria är en fjärilsart som beskrevs av Hans Fruhstorfer 1916. Prepona agyria ingår i släktet Prepona och familjen praktfjärilar. Inga underarter finns listade i Catalogue of Life.